# Otgerus
 (janvier 2013).
Saint Otger est un saint de l'Église catholique du VIIIe siècle et un saint patron des Pays-Bas. Il est fêté le 10 septembre.

## Biographie
Otger est un moine originaire de la région anglaise de Northumbrie. Il entreprend un voyage vers Rome avec ses compagnons, les saints Plechelm et Wiro, et devient missionnaire aux Pays-Bas.
Il fonde la basilique de Sint-Odiliënberg, qui porte son nom aujourd'hui, ainsi que celui de ses compagnons, saint Plechelm et saint Wiro. Avec eux, il est inhumé dans la basilique de Sint-Odiliënberg (Roerdalen).
Il a été canonisé au Xe siècle par l'évêque d'Utrecht, Baldéric. 
À Stadtlohn, en Allemagne, il est considéré comme le fondateur de la plus vieille église de la ville.